# 香港迪士尼樂園交通接駁
香港迪士尼樂園的公共運輸交匯處設有的士和巴士總站，提供不同公共交通工具往返度假區酒店、香港市區及深圳。

## 港鐵

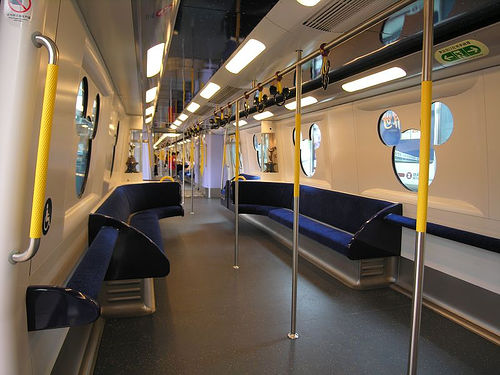
特別設計的港鐵迪士尼綫列車車廂

乘搭東涌綫於欣澳站轉乘迪士尼綫，於迪士尼站下車，步行約5分鐘便能前往樂園。

## 的士
市區的士、新界的士以及大嶼山的士均可到達香港迪士尼樂園。

## 穿梭巴士路線

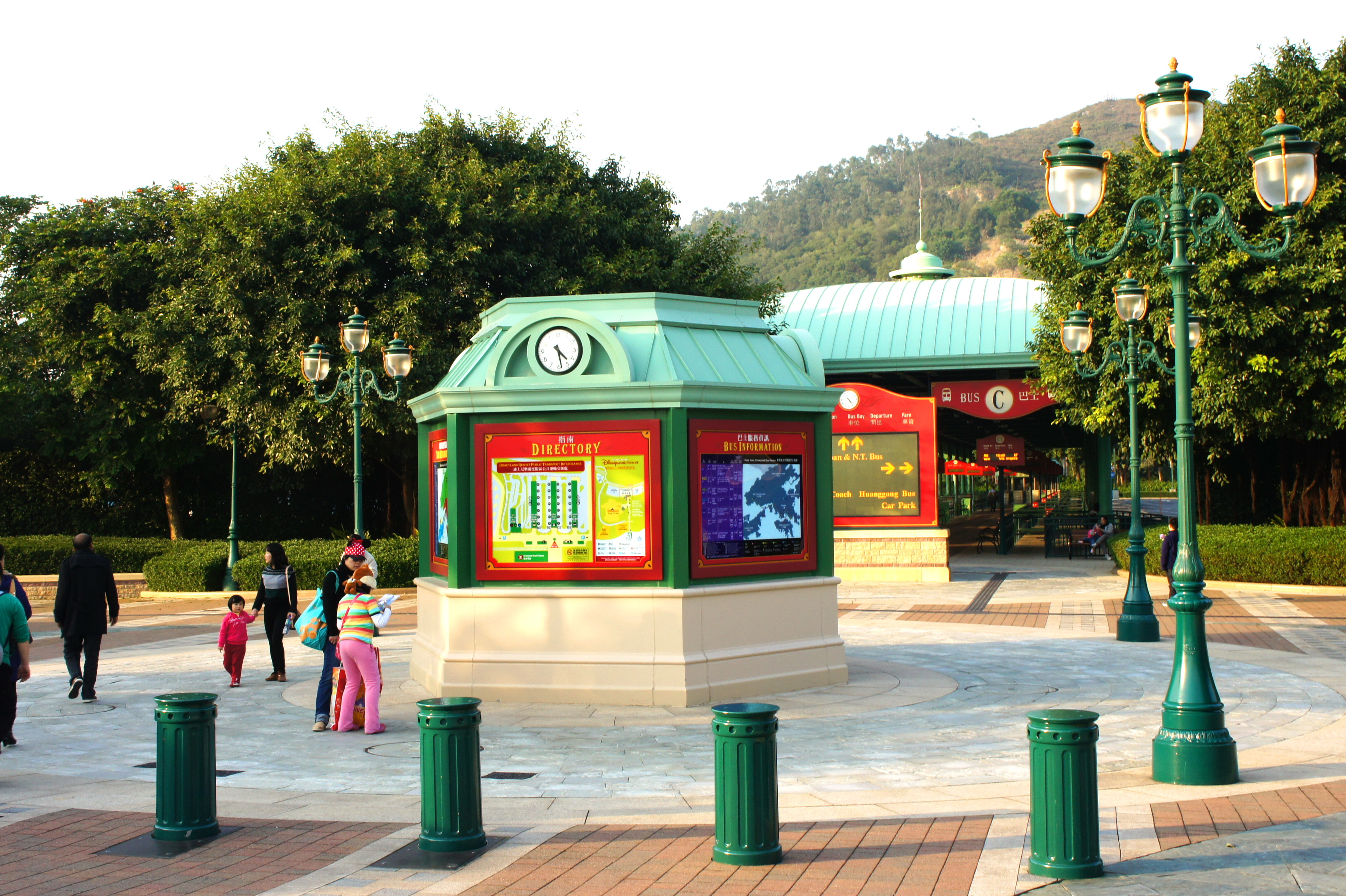
位於迪士尼樂園入口北面的遊客指南及巴士服務資訊亭，後方為公共運輸交匯處的巴士總站。

### 度假區酒店穿梭巴士
每10 - 20分鐘一班(深宵時份每60分鐘一班或因應要求而作出安排)，循環線行駛
迪士尼公共運輸交匯處 → 香港迪士尼樂園酒店 → 迪士尼探索家度假酒店 → 迪士尼好萊塢酒店 → 迪士尼公共運輸交匯處

### 西九龍高鐵站穿梭巴士
運行時間按當日抵達西九龍站的高鐵列車班次而定，只限已預訂香港迪士尼樂園度假區之酒店住宿的客人乘搭。

## 專營巴士路線

### 36
路線：
東涌達東路巴士總站 ↔ 迪士尼樂園
營運公司：
新大嶼山巴士
途經：
翔東路、小蠔灣
收費：
全程：
$10.2
分段：
小蠔灣→東涌 $4.9
此線只於每日上午和下午提供合共五班車。

### 36X
路線：
滿東邨 → 迪士尼樂園
營運公司：
新大嶼山巴士
途經：
東涌消防局、北大嶼山公路
收費：
全程：
$10.2
此線只於星期一至六上午繁忙時間提供服務，方便需要前往迪士尼樂園工作的東涌居民。

### B5
路線：
港珠澳大橋香港口岸 ↔ 欣澳站
營運公司：
城巴
收費：
全程：
$6.1
此線只於部分時間繞經迪士尼樂園。

### R8
路線：
迪士尼樂園 ↺ 青嶼幹線轉車站
營運公司：
龍運巴士、城巴
途經：
迪欣湖活動中心
收費：
全程：
$7.4
分段：
迪欣湖活動中心→迪士尼樂園 $3.2

### R33
路線：
屯門站 ↔ 迪士尼樂園
營運公司：
龍運巴士
途經：
屯門赤鱲角隧道轉車站，屯門
收費：
全程：
$21.1
此線於每日上午和下午繁忙時間分別提供去程和回程服務。

### R42
路線：
大圍站 ↔ 迪士尼樂園（與E42相若，但本線途經荃灣，不停青衣島）
營運公司：
龍運巴士
途經：
荃灣、沙田
收費：
全程：
$23.5                            ::分段：
青嶼幹線轉車站→迪士尼樂園 $7.4
此線會於迪士尼樂園煙花匯演後約20分鐘於迪士尼公共運輸交匯處開出往大圍，班次視乎乘客需求、交通情況、迪士尼樂園煙花匯演時間或開放時間而作適當調整。
注意:Uber是不能進入巴士站或的士站。

## 跨境巴士

### 樂園快線
- 迪士尼公共運輸交匯處 ↔ 深圳皇崗口岸
- 迪士尼公共運輸交匯處 ↔ 深圳深圳灣口岸↔ 深圳寶安國際機場

## 自行駕車
- 香港8號幹線 → 竹篙灣公路 → 神奇道 → 幻想道

### 停車場
- 私家車車位：1100個
- 旅遊巴士車位：290個
- 電單車車位：50個

## 渡輪
- 天星小輪設有觀光船來往香港迪士尼樂園度假區及尖沙咀

迪士尼碼頭 ↔ 尖沙咀天星碼頭
每天1班來回
- 愉景灣航運逄星期六、日及公眾假期, 均設有航班由中環直達香港迪士尼樂園度假區。

中環3號碼頭 → 迪士尼碼頭 → 愉景灣碼頭